# Naturschutzgebiet Bachtal am Hasenkamp
Koordinaten: 51° 44′ 11″ N, 6° 41′ 12″ O
Das Naturschutzgebiet Bachtal am Hasenkamp liegt auf dem Gebiet der Stadt Hamminkeln im Kreis Wesel in Nordrhein-Westfalen.
Das Gebiet erstreckt sich östlich der Kernstadt von Hamminkeln und nordöstlich des Hamminkelner Ortsteils Brünen. Am südwestlichen Rand des Gebietes, das vom Mühlenbach durchflossen wird, verläuft die Kreisstraße K 26, am südöstlichen Rand die Landesstraße L 1 und südlich die B 70.

## Bedeutung
Das etwa 44,1 ha große Gebiet wurde im Jahr 1989 unter der Schlüsselnummer WES-035 unter Naturschutz gestellt. Schutzziele sind 
- der Erhalt eines landschaftlich reizvollen, von Gehölzen und Grünland begleiteten Bachabschnitts,
- der Erhalt und die Entwicklung eines reichhaltigen landschaftstypischen Bachauen-Komplexes sowie
- die Erhaltung von strukturreichen Agrarlandschaften.[2]